# Хайнрих Млади фон Щолберг
Хайнрих Млади фон Щолберг (на немски: Heinrich zu Stolberg; * 4 януари 1467, Щолберг, Харц; † 16 декември 1508, Кьолн) от фамилията Щолберг, е граф на Щолберг, господар на Вернигероде и губернатор на Фризия.

## Биография
Той е вторият син на граф Хайнрих IX фон Щолберг Стари († 1511) и първата му съпруга Маргарета фон Мансфелд († 1469), дъщеря на граф Фолрад II фон Мансфелд († 1450) и Маргарета (Малгорцата) от Силезия-Прибус-Саган († 1491). Баща му се жени втори път на 21 октомври 1474 г. за графиня Елизабет фон Вюртемберг-Урах († 1505). Хайнрих Млади e близнак на граф Бото VIII фон Щолберг-Вернигероде († 1538), който е изпратен в Южна Германия.
От 1489 г. баща му включва Хайнрих Млади в управлението. Когато става на 30 години, неговият баща му дава през 1497 г. управлението на графството Щолберг и графството Вернигероде. Понеже брат му Бото се чувства малко неудобно, баща му решава на 11 декември 1499 г. близнаците да управляват заедно следващите четири години.
Още през 1491 г. граф Хайнрих започва служба при курфюрст Фридрих Мъдрия от Саксония. През 1493 г. той участва в неговото поклонение в Светите земи и в Йерусалим и става рицар на Орден на Светия гроб Господен. През 1498 г. той придружава курфюрста в Кьонигсберг, след като той е избран за хохмайстер на Тевтонския орден в Кьонигсберг.
На 14 април 1506 г. херцог Георг Брадати Саксонски го номинира за щатхалтер на Фризия. Тази служба той изпълнява само две години, понеже умира неженен по време на пътуване на 16 декември 1508 г. на 41 години в Кьолн. Погребан е в Леуварден, Фризия.